# VAX

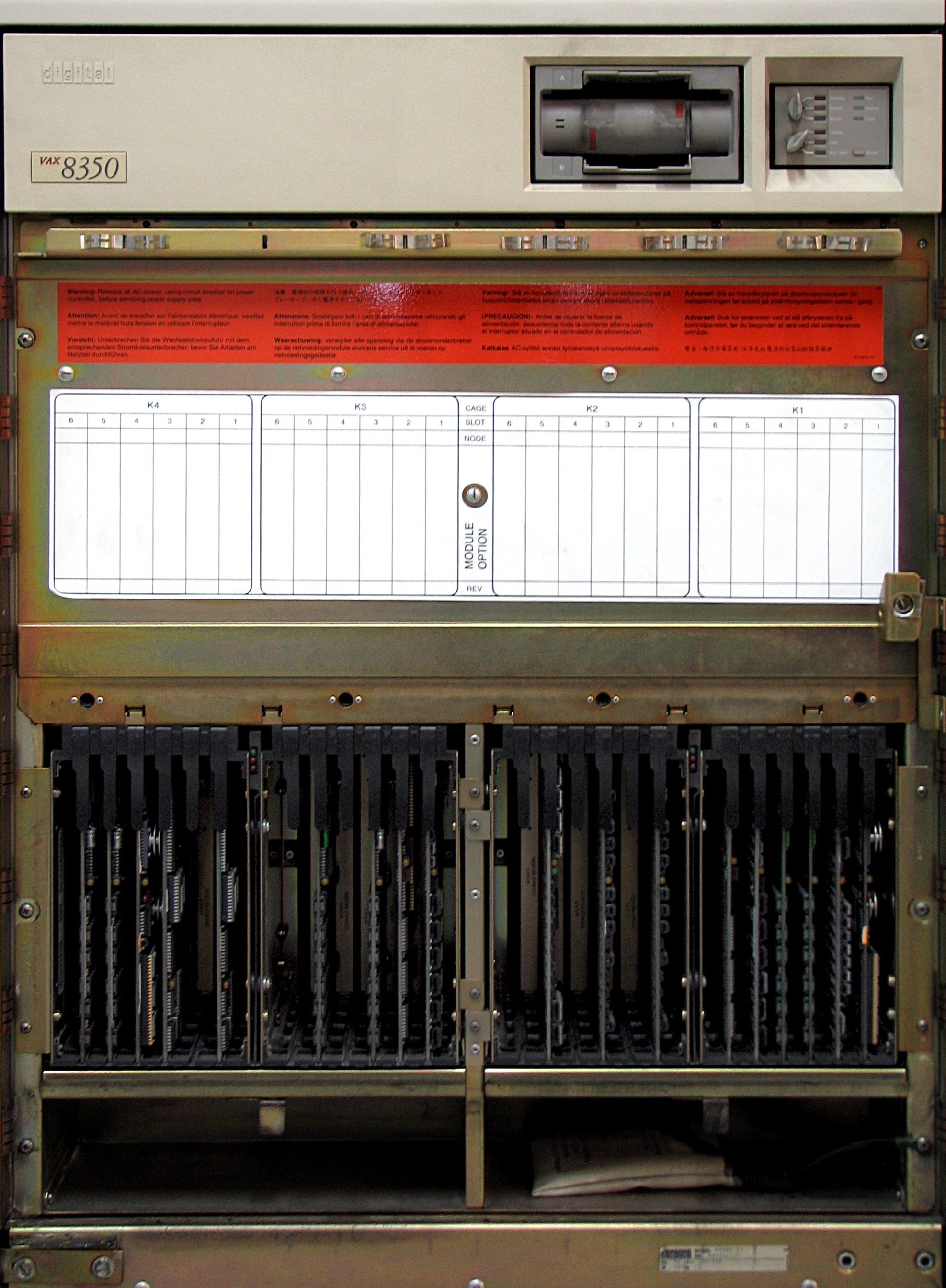
VAX 8350

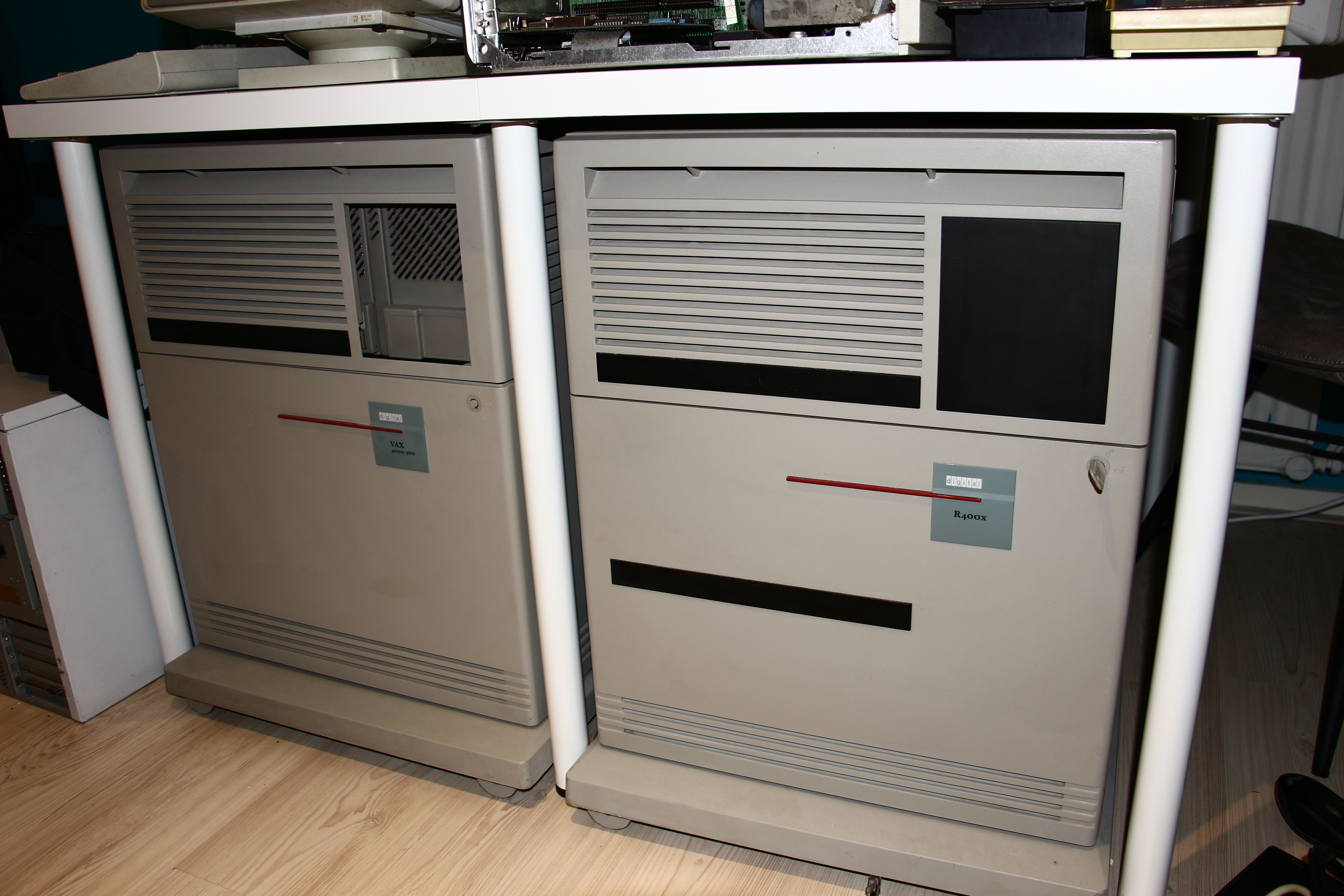
Twee VAX machines. Links een 4000-300, rechts een R400X

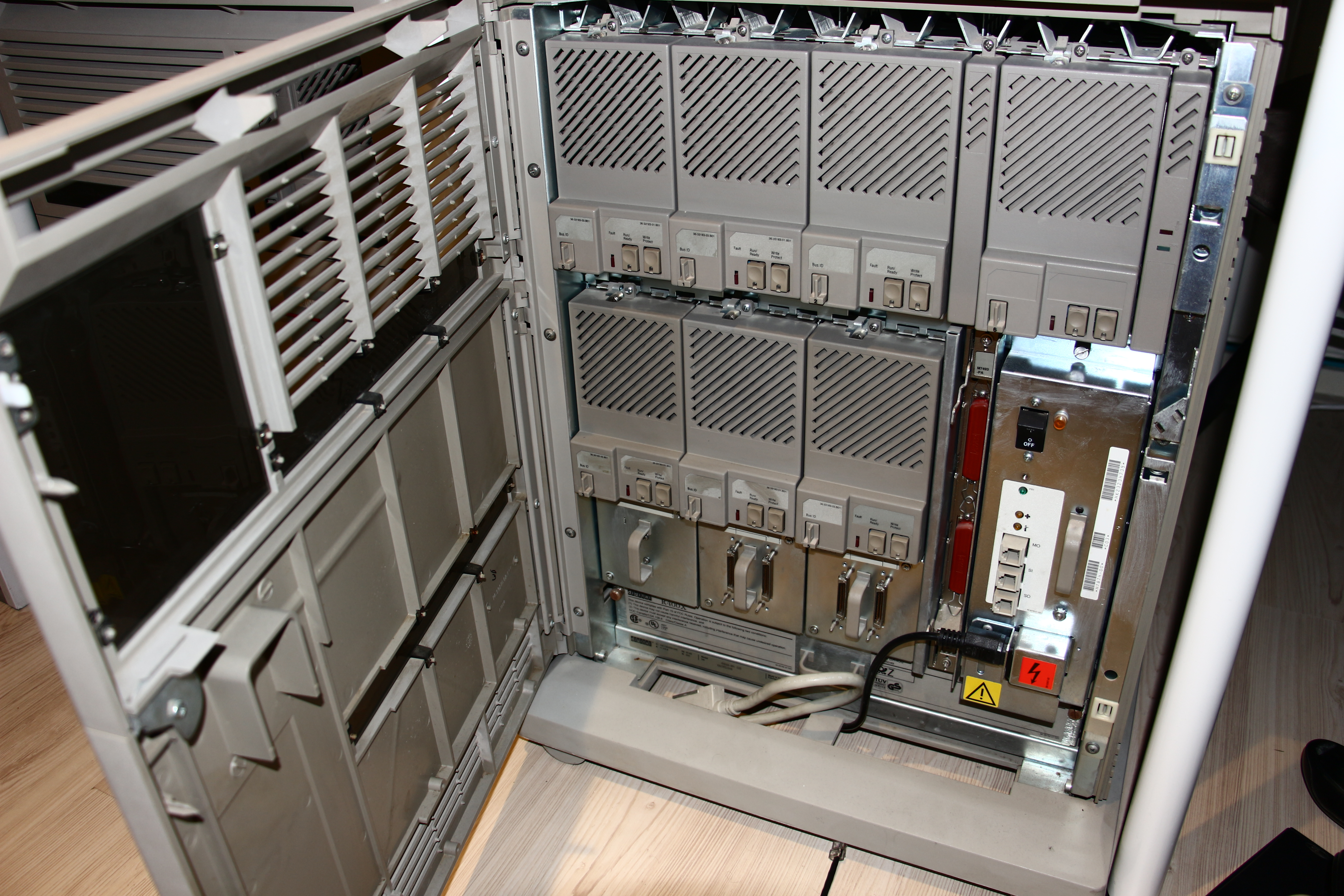
VAX R400X met geopende deur

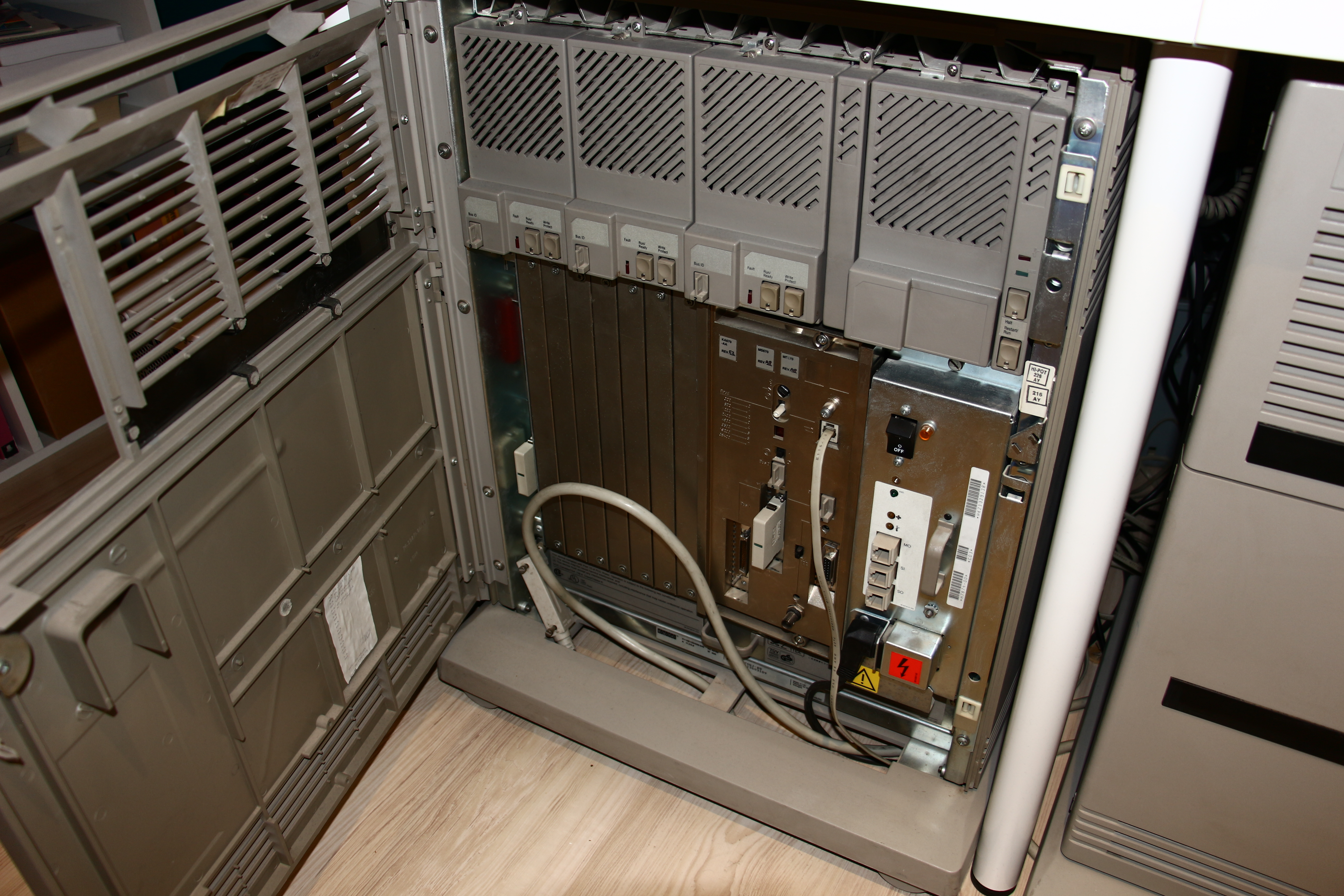
VAX 4000-300 met geopende deur

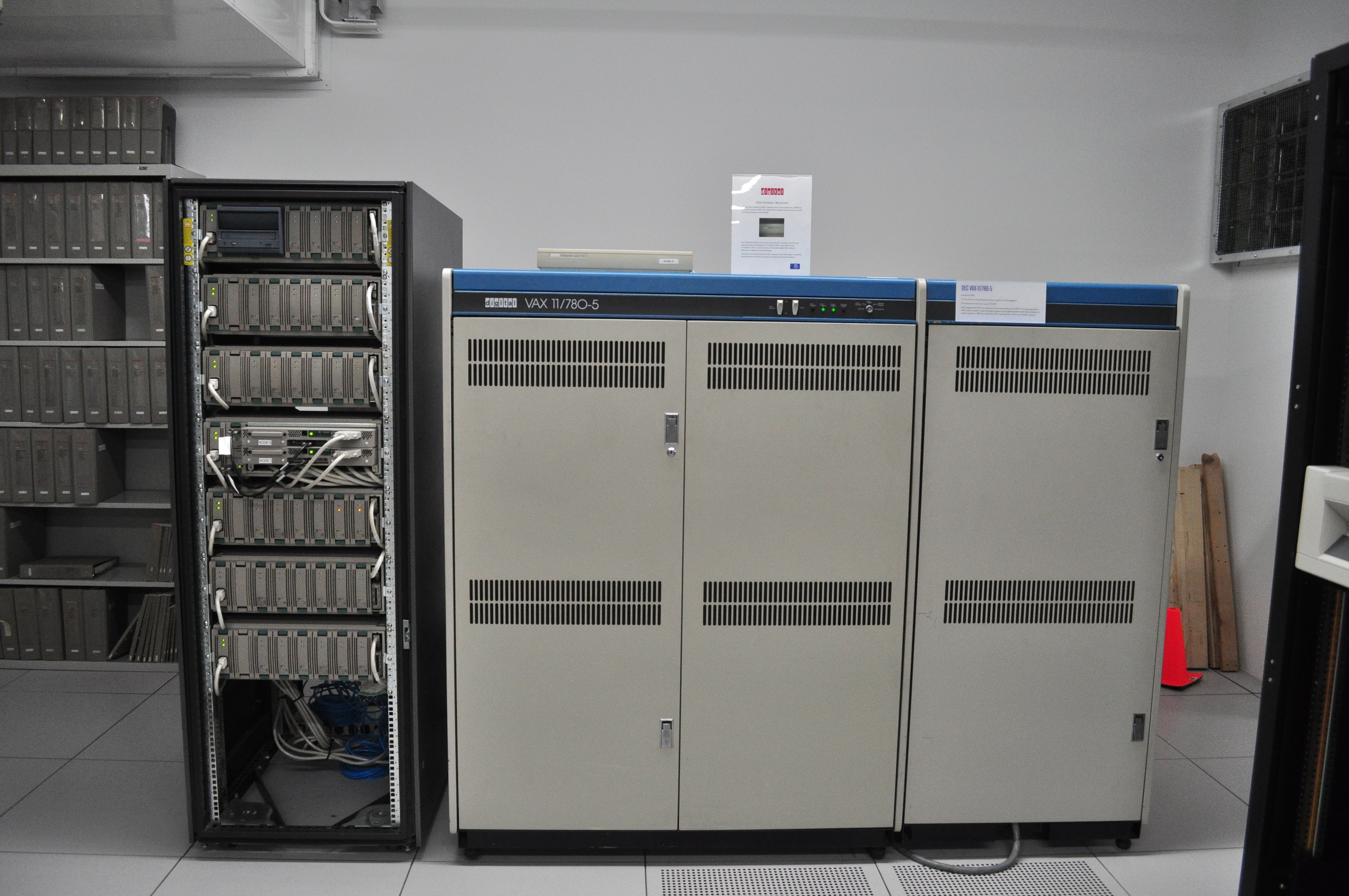
DEC VAX 11/780-5 in het Living Computer Museum

De VAX is een 32-bitscomputerarchitectuur die een orthogonale instructieset (machinetaal) ondersteunt met virtuele adressering. De VAX, met VMS als belangrijkste besturingssysteem, werd midden jaren '70 ontwikkeld door Digital Equipment Corporation (DEC).
"VAX" was oorspronkelijk een acroniem voor Virtual Address eXtension, aangezien de VAX werd gezien als een 32-bitsuitbreiding van de eerdere 16-bits-PDP-11; de VAX-11 implementeerde de compatibiliteitsmodus voor emulatie van de PDP-11-instructies.

## Geschiedenis
Het eerste model VAX was de VAX-11/780, die in 1978 op de markt kwam en ontworpen was door een team onder leiding van Bill Strecker. Op dit model volgden verschillende andere modellen, gericht op verschillende doelgroepen en met in de tijd oplopende prestaties. Begin jaren '80 werden de VAX-supermini's populair. In de jaren '90 liep de verkoop van VAX'en terug, onder andere door de introductie van de DEC Alpha-processor in 1992. In 2001 gaf Compaq aan dat zij nog een klein aantal nieuwe VAX'en had verkocht. Tegenwoordig is de productie van VAX-computers geheel gestopt.
Gedurende de ontwikkeling van de VAX werd de onderliggende technologie meermalen gewijzigd. De originele VAX was met TTL-logica gebouwd en bestond uit meerdere rekken per processor. De supermini's 8600 en 8800 en ten slotte de mainframeklasse 9000 gebruikten ECL-gate arrays en geïntegreerde schakelingen (IC's) met macrocell arrays; de klasse 8100 en 8200 gebruikte gespecialiseerde MOSFET-IC's.
De eerste VAX-computers waren puur mainframecomputers; latere modellen uit de VAX-architectuur werden ook gebruikt als werkstation. Dit gebruik (zowel mainframe als werkstation) was in die tijd uniek. Het VAXstation 2000 was zelfs kleiner dan veel toenmalige pc's. Ook voor industriële besturingen werd de VAX ingezet; hiervoor was een speciaal real-time besturingssysteem met de naam VAXELN beschikbaar.

## VAX-modellen
VAX-systemen zonder LSI (min of meer chronologisch):
| Serie                                                                                   | Bijnaam              | Jaar |
| --------------------------------------------------------------------------------------- | -------------------- | ---- |
| VAX-11/780                                                                              | Star                 | 1978 |
| VAX-11/782 dual-processor /780                                                          | Atlas                | 1982 |
| VAX-11/784 vier CPU's van type /780 met een gedeeld geheugenmodule MA780 - zeldzaam     | VAXimus              |      |
| VAX-11/785 snellere /780                                                                | Superstar            | 1984 |
| VAX-11/788                                                                              | VISQ                 |      |
| VAX-11/750 compacter, op gate array gebaseerde implementatie met lagere performance     | Comet                | 1980 |
| VAX-11/730 nog compactere, bit-slice-implementatie met weer lagere performance          | Nebula               | 1982 |
| VAX-11/725                                                                              | LCN, low cost Nebula |      |
| VAX 8600                                                                                | Venus                | 1984 |
| VAX 8650 snellere 8600                                                                  | Morningstar          | 1985 |
| VAX 8X00                                                                                | Gemini               |      |
| VAX 8500 enkelvoudige processor, vertraagde 8800                                        | Flounder             | 1987 |
| VAX 8530 Enkelvoudige processor, minder vertraagde 8800                                 | Skipjack             | 1987 |
| VAX 8550 enkelvoudige processor 8800, niet uitbreidbaar                                 | Skipjack             |      |
| VAX 8700 Enkelvoudige processor Nautilus, uitbreidbaar tot 8800                         |                      | 1987 |
| VAX 8800 op macrocell arrays gebaseerde implementatie                                   | Nautilus             |      |
| VAX 9000 luchtgekoelde variant van de oorspronkelijk ontworpen watergekoelde "Aquarius" | Aridus               | 1991 |

LSI-VAX'en (min of meer chronologisch):
MicroVAX-serie
| Serie                                             | Bijnaam     | Model     | Jaar |
| ------------------------------------------------- | ----------- | --------- | ---- |
| MicroVAX/VAXstation I                             | Seahorse    |           | 1984 |
| MicroVAX-II/VAXstation II                         | Mayflower   |           | 1985 |
| MicroVAX 2000/VAXstation 2000 (zelfde CPU als II) |             |           | 1987 |
| MicroVAX 3100                                     |             | Model 10  | 1987 |
| MicroVAX 3100                                     |             | Model 10e |      |
| MicroVAX 3100                                     |             | Model 20  |      |
| MicroVAX 3100                                     |             | Model 20e |      |
| MicroVAX 3100                                     |             | Model 30  | 1993 |
| MicroVAX 3100                                     |             | Model 40  | 1993 |
| MicroVAX 3100                                     |             | Model 80  | 1993 |
| MicroVAX 3100                                     |             | Model 85  | 1994 |
| MicroVAX 3100                                     |             | Model 88  | 1996 |
| MicroVAX 3100                                     |             | Model 90  | 1993 |
| MicroVAX 3100                                     |             | Model 95  | 1994 |
| MicroVAX 3100                                     |             | Model 96  |      |
| MicroVAX 3100                                     |             | Model 98  | 1996 |
| MicroVAX 3500/3600 met CPU-kaart KA650            | Mayfair     |           | 1987 |
| MicroVAX 3300/3400 met CPU-kaart KA640            | Mayfair II  |           | 1988 |
| MicroVAX-3800-3900 met CPU-kaart KA655            | Mayfair III |           | 1989 |
| MicroVAX 3900                                     |             |           | 1989 |

- VAX 8200/8300 (Enkelvoudige en dubbele processor "Scorpio")
- VAX 8250/8350 (Snellere Scorpio's)
- VAX 4000 / VAXstation 4000
- VAX 62X0 ("Calypso")
- VAX 63X0 ("Hyperion")
- VAX 64X0 ("Rigel")
- VAX 65X0 ("Mariah")
- VAX 66X0 ("NVAX")
- VAX 7000 modellen 610-640 ("Laser/Neon")
- VAX 7000 modellen 710-760 ("Laser/Krypton")
- VAX 7000 modellen 810-860 ("Laser/Krypton")
- VAX 10000 modellen 610-640 ("Blazer")
- VAX XXXX ("BVAX", High-end-VAX; nooit in productie)